# Chattium
| ❮ | System          | Serie    | Stufe      | ≈ Alter (mya) |
| ❮ | später          | später   | später     | jünger        |
| - | --------------- | -------- | ---------- | ------------- |
| ❮ | P a l ä o g e n | Oligozän | Chattium   | 23,03 ⬍ 28,1  |
| ❮ | P a l ä o g e n | Oligozän | Rupelium   | 28,1 ⬍ 33,9   |
| ❮ | P a l ä o g e n | Eozän    | Priabonium | 33,9 ⬍ 38     |
| ❮ | P a l ä o g e n | Eozän    | Bartonium  | 38 ⬍ 41,3     |
| ❮ | P a l ä o g e n | Eozän    | Lutetium   | 41,3 ⬍ 47,8   |
| ❮ | P a l ä o g e n | Eozän    | Ypresium   | 47,8 ⬍ 56     |
| ❮ | P a l ä o g e n | Paläozän | Thanetium  | 56 ⬍ 59,2     |
| ❮ | P a l ä o g e n | Paläozän | Seelandium | 59,2 ⬍ 61,6   |
| ❮ | P a l ä o g e n | Paläozän | Danium     | 61,6 ⬍ 66     |
| ❮ | früher          | früher   | früher     | älter         |

Das Chattium (im deutschen Sprachgebrauch meist zu Chatt verkürzt) ist die obere der beiden chronostratigraphischen Stufen des Oligozäns, der obersten Serie des Paläogens. Das Chattium wird deshalb auch mit dem Oberoligozän gleichgesetzt. Das entsprechende geochronologische Alter nimmt den Zeitraum von etwa 28,1 bis etwa 23,03 Millionen Jahren vor heute ein. Das Chattium folgt auf das Rupelium und wird vom Aquitanium, der untersten Stufe des Miozäns und Neogens, abgelöst.

## Namensgebung und Geschichte
Die Stufe ist nach dem germanischen Stamm der Chatten benannt. Die ursprüngliche Typlokalität liegt in der Nähe von Kassel. Stufe und Name wurde vom österreichischen Geologen und Paläontologen Theodor Fuchs 1894 vorgeschlagen.

## Definition und GSSP
Die Basis der Stufe wird primär durch das letzte relativ häufige Auftreten (englisch highest common occurence, HCO) der Foraminiferen-Art Chiloguembelina cubensis im Überlappungsbereich von Kalknannofossilzone NP24 und Dinoflagellatenzysten-Zone Dbi markiert. Das entsprechende international verbindliche Referenzprofil (engl. Global Stratotype Section and Point, GSSP) befindet sich am Südosthang des Monte Cagnero in der Region Marken in Mittelitalien. Sekundärmarker sind das letztmalige Auftreten und letztmalige relativ häufige Auftreten der Coccolithen Sphenolithus predistentus bzw. S. distentus sowie ein Intervall, in dem die kaltwasseranzeigende Dinoflagellatenzyste Svalbardella cooksoniae häufig ist. Alle diese Marker liegen innerhalb der magnetostratigraphischen Chronozone C9n.
Das Ende der Stufe ist charakterisiert durch die Basis der magnetostratigraphischen Chronozone C6Cn.2n, das Erstauftreten der Foraminiferen-Art Paragloborotalia kugleri und durch das Aussterben der kalkigen Nannoplankton-Art Reticulofenestra bisecta (Basis der Kalknannofossil-Zone NN1).